# シダ種子類
シダ種子類（シダしゅしるい）とは、化石植物で原始的な裸子植物の一群である。約2億5千万年前のデボン紀後期から栄え、白亜紀に絶滅した。典型的なものでは現生のシダに似た葉（栄養葉と胞子葉が分化していない）に種子がついているが、その他に形態的には異なるが関連すると考えられる多数の種類を含む。

## 形態・生態
胞子は雌雄の区別（大胞子と小胞子）があり、大胞子は葉上で発生して胚珠を形成し、ここに小胞子が付いて発生し受精が行われたと思われる。より進化したとされるものでは栄養葉と胞子葉が分化している。 
系統関係は明らかでなく、現生裸子植物の祖先もしくは近縁と考えられるものや、被子植物の祖先に近いともいわれるものを含み、原始的な種子植物からなる側系統群と見られている。

## 下位分類
普通、次のようなグループ（目）に分類される。現生種はなく、化石種（絶滅種）のみからなる。
- カラモピチス目 Calamopityales
- カリストフィトン目 Callistophytales
- ギガントプテリス目 Gigantopteridales
- グロッソプテリス目 Glossopteridales
- ブテオキシロン目 Buteoxylonales
- メドゥロサ目 Medulossales
- カイトニア目 Caytoniales